# Lucius Caecilius Metellus Dalmaticus
Lucius Caecilius Metellus Dalmaticus was een lid van de Romeinse, invloedrijke familie Caecilii Metelli. Hij werd rond 164 v.Chr. geboren te Rome. In 119 v.Chr. werd Caecilius als consul gekozen, en vanaf 115 v.Chr. tot zijn dood in 98 v.Chr. bekleedde hij de positie van pontifex maximus. Zijn enige kind was een dochter, Caecilia Metella Dalmatica.

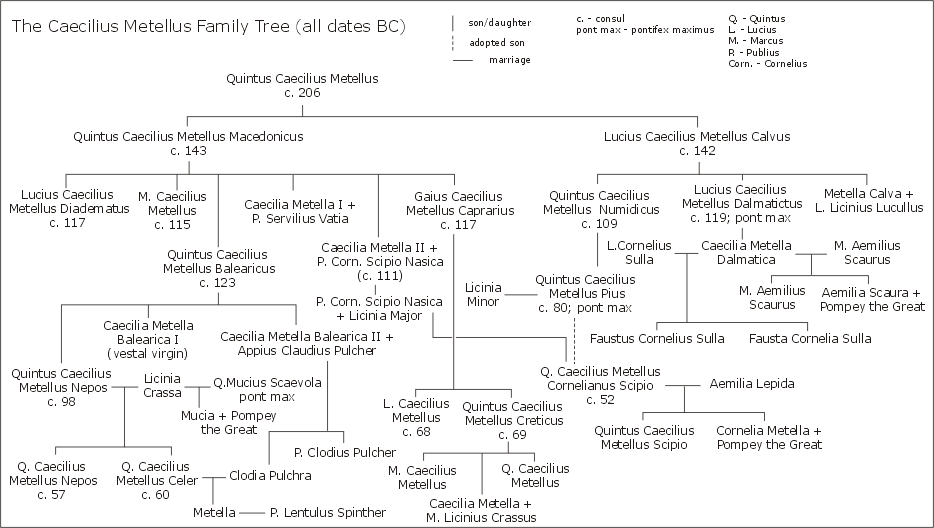
Stamboom van de gens Caecilia